# Museum Jorge Rando
Jorge Rando museet er det første ekspressionistiske museum i Málaga, Andalusien, Spanien.
Det er dedikeret til maler og skulptør Jorge Rando. Museet samler hans værker, men udstiller derudover også andre værker fra både nationale og internationale kunstnere i samme stilart, som hans egen.
Den officielle åbningsdato for museet var den 28. maj, 2015.

## Museet
Formålet med museet er først og fremmest at give indsigt i studiet omkring Jorge Randos arbejde og udstilling af hans værker, derudover har museet også til formål at undersøge og formidle poetisk ekspressionisme.
Den ekspressionistiske udtryksform fik sit gennembrud i det 19. århundrede og er fortsat en udbredt stilart hos nutidens kunstnere. Den ekspressionistiske stil har blandt andet præget mange arkitektoniske bygninger, som man groft sagt, kan sige er med til at definere den moderne vestlige kultur.
Studiet og præsentationen af de forskellige artistiske facetter, som for eksempel malerier, skulpturer, arkitekturer, filosofi, litteratur, film og musik har høj prioritet på museet.
Museet er opført for at reflektere over Jorge Rando’s arbejde, hvilket giver liv til en kulturel filosofi i tæt relation til hans tankegang.
Inspireret af mottoet "Dører åbner altid.. så folk går ind og museer går ud", det er derfor blevet et museum, hvor man kigger på kunst under et spirituelt og humanistisk perspektiv.
Entré og andet, eksempelvis guidede ture er gratis på museet.

## Udstillinger

### Jorge Randos arbejde
Disse rum udstiller Jorge Randos artistiske produktioner med en forklarende diskurs om den bevægelse, som er karakteriseret af forskellige tematiske cyklusser, som ledsager de udstillede værker.

### Midlertidige udstillinger
De midlertidige udstillinger giver mulighed for nationale og internationale artister, som har gjort brug af den ekspressionistiske eller neo-ekspressionistiske udtryksform, til at udstille deres værker på museet.
I museets første år har der været holdt en udstilling af kunstneren Käthe Kollwitz’s tegninger. Den næste udstilling - den 14. December vil en ny udstilling af Ernst Barlach blive indviet på museet. Det vil være den første Magna udstilling i Spanien af skulptøren Ernst Barlach.

## La Sala de Estar del Arte
Museet er ment til at være et levende rum af kunst (La Sala de Estar del Arte). Hele året rundt påskønner det præsentationen af forskellige artistiske udfoldelser. El color del sonido (Lydens farve) er cyklussen dedikeret til musikken; Luces y sombras (Lys og skygge) er observations og diskussion cyklussen, med introduktionen til en diskussion og debat i slutningen; El Gabinet (Kabinettet) er cyklussen dedikeret til litteratur, teater og fortællinger; Arte (Kunst) er cyklussen dedikeret til diskussion og reportage og kunstneriske meninger, det sidste rum ”Lo que está pasando” (Hvad sker der) er cyklussen dedikeret til debat omkring aktuelle emner.

## Besøg og uddannelse
Museet tilbyder guidede ture rundt, som ikke kan bookes på forhånd, derudover kræves der heller ikke et minimum antal af besøgende i gruppen. De guidede ture er diskussioner af kunst historikere, hvor opstillede retningslinjer ikke er eksisterende: de er ment til at være en udveksling af de indtryk der er i forbindelse med de besøgendes ønsker og nødvendigheder, så hvert besøg bliver en opdagelse og en gensidig berigelse.
Man kan bestille personlige ture til grupper, som har specifikke ønsker. Denne tur bygger på et program som sigter efter at lade den ekspressionisme, neo-ekspressionisme og den moderne kunst komme tættere på besøgende, ved hjælp af guidede ture, kunstneriske workshops og debatmøder.

## Bygningen
Jorge Rando museet er en del af Las Mercedarias klosteret i via Cruz del Molinillo, Málaga. Det er konstrueret ud fra tegningerne af arkitekten D. Manuel Riviera Valentín (1878) og betragtes som en symbolsk bygning, primært på baggrund af arkitekturen. Et mandarin appelsin træ skiller sig ud i klosterets gårdhave. Det blev plantet i forbindelse med opførelse af klosteret og er derfor mere end 140 år gammelt.
Renoveringen af klosteret i forbindelse med at gøre det i stand til at huse museet startede i 2011 af Rådhuset i Málaga og blev færdiggjort i foråret 2014 under ledelse af arkitekten D. José Antonio González Vargas.
Den ekspressionistiske udtryksform er i naturlige rammer på baggrund af bygningens spirituelle fortid. Det spirituelle spiller en stor rolle i ekspressionisme, og bygningens fortid samt de udstillede værker går derfor op i en højere enhed.

## Installationer
Jorge Rando museet kombinerer den historiske gårdhave med de nye moderne installationer i béton brut (råt beton) og corten stål. En synergi der kombinerer spiritualitet og stilhed fra klosteret med styrken fra ekspressionisme.
Der er 4 udstillingsrum oplyst af naturligt lys, dette er et af de vigtigste punkter i forhold til konstruktionen. Udover udstillingsrummene er der også andre rum, som for eksempel biblioteket, den førnævnte gårdhave og workshoppen, hvilket er rummet der er dedikeret til fremstilling af malerier. En gruppe af kunstnere gør regelmæssigt brug af det og konverterer det blandt andet til et mødested, hvor der er åben dialog mellem kunstnere, historikere og besøgende. Rummet tillade en løbende udveksling af meninger og debatter om kunst og kultur.

## Administration
Ledelsen, administrationen og alle aktiviteter såsom udstillinger, debat i relation til kunst og æstetik bag ekspressionisme, workshops, seminarer osv. er alle finansieret af Jorge Rando fondet.